# Namibian Annual Music Awards

Logo des Musikpreises (2011)

Logo des Vorgängerpreises Sanlam NBC Namibia Music Awards

Die Namibian Annual Music Awards (meist nur Namibian Music Awards; kurz NAMA) sind der wichtigste Musikpreis in Namibia. Sie werden seit 2011 alljährlich in Windhoek vergeben. Ausgezeichnet werden namibische Musiker, die im vorherigen Jahr Besonderes für die namibische Musik geleistet haben.
NAMA ist der Nachfolger der von 2005 bis 2009 vergebenen „Sanlam NBC Namibia Music Awards“.
Hauptsponsoren des Musikpreises sind MTC Namibia, NBC, Hyundai Namibia, Namibia Dairies, Castle und die John & Penny Group. Weitere Sponsoren sind Motor Vehicle Accident Fund, Alexander Forbes, Bank Windhoek, Methealth Namibia sowie Old Mutual Namibia.
Die letzte Verleihung fand 2020 statt. Auf Grund der COVID-19-Pandemie in Namibia musste der Award virtuell stattfinden. Um ihn zu entrzerren, wurden die unterschiedlichen Awards an mehreren Wochenenden vom 15. August bis zum 14. November verliehen.

## Vergabe
Die Vergabe der NAMA gliedert sich in vier Stufen. Von Ende Januar bis Ende Februar des Vergabejahres können sich Künstler selbständig in die verschiedenen Kategorien kostenlos einschreiben. Ende Februar begutachtet eine unabhängige Jury mit Fachkenntnisse in der jeweiligen Kategorie diese Bewerbungen und genehmigt oder lehnt diese ab. Diese Nominierten werden von Ende März bis Mitte Mai von der Jury bewertet. Im gleichen Zeitraum kann die Öffentlichkeit per SMS und online abstimmen.
60 % der Endwertung basiert auf den Bewertungen der Jury, 40 % auf den Abstimmungsergebnissen der Öffentlichkeit.

### Sieger
Anmerkung: Bis 2010 wurden auch Preise in Kategorien vergeben, die keinen musikalischen Hintergrund haben – zum Beispiel Bestes Printmedium
| Kategorie                                 | Jahr | Künstler – Lied                                                           |
| ----------------------------------------- | ---- | ------------------------------------------------------------------------- |
| Single                                    | 2009 | nicht vergeben                                                            |
| Single                                    | 2010 | nicht vergeben                                                            |
| Single                                    | 2011 | Ru                                                                        |
| Single                                    | 2012 | Cyberspace – That’s Why (Non-Album-Single) Linda – I believe              |
| Single                                    | 2013 | Sandra Blak – Music Non-Album-Single Mushe – Onkalamwenyo                 |
| Single                                    | 2014 |                                                                           |
| Single                                    | 2015 |                                                                           |
| Single                                    | 2016 | VMSIX – Nowhere                                                           |
| Single                                    | 2016 | Centerpiece – Tonight                                                     |
| Single                                    | 2017 | Sally Boss Madam – Natural                                                |
| Single                                    | 2018 | Monique English – Does She Know                                           |
| Single                                    | 2019 | KK                                                                        |
| Single                                    | 2020 | Centerpiece – Tonight feat. Rush                                          |
| Album                                     | 2009 | nicht vergeben                                                            |
| Album                                     | 2010 | nicht vergeben                                                            |
| Album                                     | 2011 | Gal Level                                                                 |
| Album                                     | 2012 | ?                                                                         |
| Album                                     | 2013 | Damara Dikding – Beats from the Heart                                     |
| Album                                     | 2017 | Gazza – Pumumu                                                            |
| Album                                     | 2018 | Suzy Eises – Same                                                         |
| Album                                     | 2019 | Top Cheri                                                                 |
| Bester Künstler auf internationaler Bühne | 2009 | nicht vergeben                                                            |
| Bester Künstler auf internationaler Bühne | 2010 | nicht vergeben                                                            |
| Bester Künstler auf internationaler Bühne | 2011 | Ees                                                                       |
| Bester Künstler auf internationaler Bühne | 2013 | The Dogg                                                                  |
| Oviritje                                  | 2009 | Ondarata Concert – Mbatjere                                               |
| Oviritje                                  | 2010 | nicht vergeben                                                            |
| Oviritje                                  | 2011 | Pouua Concert Group                                                       |
| Oviritje                                  | 2012 | Ongoro Nomundu – Ndjipo Ngoma Man!!                                       |
| Oviritje                                  | 2013 | The Wire – Eruru                                                          |
| Oviritje                                  | 2017 | DIOP – Guitar Boy                                                         |
| Oviritje                                  | 2018 | Bullet Ya Kaoko – December                                                |
| Oviritje                                  | 2019 | MBM                                                                       |
| Maǀgaisa / Damara Punch                   | 2009 | Stanley – Sigi Di Xun                                                     |
| Maǀgaisa / Damara Punch                   | 2010 | nicht vergeben                                                            |
| Maǀgaisa / Damara Punch                   | 2011 | ǃOabasen                                                                  |
| Maǀgaisa / Damara Punch                   | 2012 | Dixson: „\|Namsaros“                                                      |
| Maǀgaisa / Damara Punch                   | 2013 | Damara Dikding – Papa Se Ne                                               |
| Maǀgaisa / Damara Punch                   | 2017 | T-Bozz & Staika – //Nau !a ta ge ra sadu tsâsiba                          |
| Maǀgaisa / Damara Punch                   | 2018 | Kalux – RA-#AU                                                            |
| Maǀgaisa / Damara Punch                   | 2019 | T-Bozz & Staika                                                           |
| Shambo                                    | 2009 | Tunackie – Nanghelo                                                       |
| Shambo                                    | 2010 | nicht vergeben                                                            |
| Shambo                                    | 2011 | Tunackie                                                                  |
| Shambo                                    | 2012 | Tyna: – Nand Otushekwa                                                    |
| Shambo                                    | 2013 | Blossom – Tilia ft. Tunakie                                               |
| Shambo                                    | 2014 |                                                                           |
| Shambo                                    | 2015 |                                                                           |
| Shambo                                    | 2016 | Laviyalava – Makenyato                                                    |
| Shambo                                    | 2017 | Satlam & M-Jay – Odula ft D-Kandjafa                                      |
| Kwiku / Soukous / Kwasa                   | 2009 | MN Johnson – Yata Yata                                                    |
| Kwiku / Soukous / Kwasa                   | 2010 | nicht vergeben                                                            |
| Kwiku / Soukous / Kwasa                   | 2011 | Ndilimani                                                                 |
| Kwiku / Soukous / Kwasa                   | 2012 | Waka – Mondabo                                                            |
| Kwiku / Soukous / Kwasa                   | 2013 | Sally Boss Madam                                                          |
| Kwiku / Soukous / Kwasa                   | 2017 | Oteya – Village Boy                                                       |
| Kwiku / Soukous / Kwasa                   | 2018 | PDK featuring Castro – Shike Nana                                         |
| Kwiku / Soukous / Kwasa                   | 2019 | Allen Jonathan                                                            |
| Afro Pop                                  | 2009 | Tommy – Kaxelele                                                          |
| Afro Pop                                  | 2010 | nicht vergeben                                                            |
| Afro Pop                                  | 2011 | Uno Boy                                                                   |
| Afro Pop                                  | 2013 | Mushe – Letter from the President                                         |
| Afro Pop                                  | 2017 | Doris – Boom                                                              |
| Afro Pop                                  | 2018 | Chikune – Pieces                                                          |
| Afro Pop                                  | 2019 | Gazza                                                                     |
| Afro Pop                                  | 2020 | Sally Boss Madam feat. Don Kamati – Centre                                |
| Collaboration                             | 2009 | The Dogg – Call my bluff featuring Elvo & Om Puff                         |
| Collaboration                             | 2010 | nicht vergeben                                                            |
| Collaboration                             | 2011 | Stefan Ludik und Gal Level                                                |
| Collaboration                             | 2012 | Ees und Mandoza: „Ayoba“                                                  |
| Collaboration                             | 2013 | Gazza – Gazatt                                                            |
| Collaboration                             | 2017 | Gazza – Abangani Bako ft Emtee & Saudi                                    |
| Collaboration                             | 2018 | Chikune featuring Nyashinski – Too Much Sauce                             |
| Collaboration                             | 2019 | Blenge Mo Fire & Jimmy Jay                                                |
| Collaboration                             | 2020 | Adora Kisting feat. Jayden – Sim Di A                                     |
| Dance Hall / Ragga                        | 2009 | La Chox – Macho Man                                                       |
| Dance Hall / Ragga                        | 2010 | nicht vergeben                                                            |
| Dance Hall / Ragga                        | 2011 |                                                                           |
| Dance Hall / Ragga                        | 2018 | D-Naff – Father God                                                       |
| Gospel                                    | 2009 | D-Naff – Tate Gomegulu                                                    |
| Gospel                                    | 2010 | nicht vergeben                                                            |
| Gospel                                    | 2011 | D-Naff                                                                    |
| Gospel                                    | 2012 | Caroline: „Libita“                                                        |
| Gospel                                    | 2013 | D-Naff – What a Mighty God We Serve                                       |
| Gospel                                    | 2014 |                                                                           |
| Gospel                                    | 2015 |                                                                           |
| Gospel                                    | 2016 | N.I.A ft. Ponti – Heavenly Father                                         |
| Gospel                                    | 2017 | Maranatha – In Your Presence                                              |
| Gospel                                    | 2018 | N.I.A featuring Monique English – I Give My Life To You                   |
| Gospel                                    | 2019 | Lindsey                                                                   |
| Gospel                                    | 2020 | Maranatha – Yahweh                                                        |
| Kwaito                                    | 2009 | The Dogg – Call my bluff featuring Elvo & Om Puff                         |
| Kwaito                                    | 2010 | nicht vergeben                                                            |
| Kwaito                                    | 2011 | Gazza                                                                     |
| Kwaito                                    | 2012 | The Dogg – Tromentos                                                      |
| Kwaito                                    | 2013 | Mushe – Mush Push                                                         |
| Kwaito                                    | 2017 | Young T – Fesha ft Voster & Wizblack                                      |
| Kwaito                                    | 2018 | Exit – Oludalo Lange                                                      |
| Kwaito                                    | 2019 | Exit                                                                      |
| Kwaito                                    | 2020 | Sunny Boy & Taylor jaye                                                   |
| Hip-Hop / Rap                             | 2009 | D-Jay – Listen to your heart                                              |
| Hip-Hop / Rap                             | 2010 | nicht vergeben                                                            |
| Hip-Hop / Rap                             | 2011 | Jericho                                                                   |
| Hip-Hop / Rap                             | 2012 | Catty Cat – Letter from my Heart                                          |
| Hip-Hop / Rap                             | 2013 | Ru – CuteGeek – Sanity                                                    |
| Hip-Hop / Rap                             | 2017 | Jericho – If Only                                                         |
| Hip-Hop / Rap                             | 2018 | Kpillest – Okay Okay                                                      |
| Hip-Hop / Rap                             | 2019 | Skrypt                                                                    |
| Hip-Hop / Rap                             | 2020 | Cassidy Karon – Chains feat. Romi                                         |
| R&B                                       | 2009 | Roger – Can’t breathe                                                     |
| R&B                                       | 2010 | nicht vergeben                                                            |
| R&B                                       | 2011 | Bertholdt                                                                 |
| R&B                                       | 2012 | Linda – I believe                                                         |
| R&B                                       | 2013 | Floritha – I Owe It All to You                                            |
| R&B                                       | 2017 | Micheal Pulse – When I Need Her                                           |
| R&B                                       | 2018 | Sally Boss Madam – Ecstacy                                                |
| R&B                                       | 2019 | Jaleel                                                                    |
| R&B                                       | 2020 | Ethnix – Composure                                                        |
| Musikvideo                                | 2009 | The Dogg – Call my bluff                                                  |
| Musikvideo                                | 2010 | nicht vergeben                                                            |
| Musikvideo                                | 2011 | Gazza – Shukusha                                                          |
| Musikvideo                                | 2012 | Ees – Ayoba                                                               |
| Musikvideo                                | 2013 | Gazza – Gimme Gimme                                                       |
| Musikvideo                                | 2017 | Oteya – All or Nothing                                                    |
| Musikvideo                                | 2018 | Gazza featuring Nyanda – Up Up Away                                       |
| Musikvideo                                | 2019 | KK                                                                        |
| Musikvideo                                | 2020 | PDK                                                                       |
| Rock / Alternative                        | 2009 | Menrose – B.H                                                             |
| Rock / Alternative                        | 2010 | nicht vergeben                                                            |
| Rock / Alternative                        | 2011 | Stefan Ludik                                                              |
| Rock / Alternative                        | 2012 | Famaz Attack – First Song                                                 |
| Rock / Alternative                        | 2013 | Famaz Attak – Live Fast Die Young                                         |
| House                                     | 2009 | DJ Miclassa – Oshima Shange                                               |
| House                                     | 2010 | nicht vergeben                                                            |
| House                                     | 2011 | Lady May – jedoch umgehend wieder aberkannt                               |
| House                                     | 2012 | TeQuila: „Party Tonight“                                                  |
| House                                     | 2013 | Gazza – Gazett                                                            |
| House                                     | 2017 | Doris – Jawbreaker                                                        |
| House                                     | 2018 | Cool Under Pressure featuring Mavis, Sam-E Lee Jones and Braga – Pangaman |
| House                                     | 2019 | Lize Ehlers                                                               |
| House                                     | 2020 | Taylor Jaye – Cashe fat. Patoranking & Chin Chila                         |
| Reggae                                    | 2009 | Castro – Twitungeni                                                       |
| Reggae                                    | 2010 | nicht vergeben                                                            |
| Reggae                                    | 2011 | MN Johnson                                                                |
| Reggae                                    | 2012 | Gerry Dread – Tjava Nawa                                                  |
| Reggae                                    | 2013 | Bantusan Faridread @ Omidi D’Afrique – Lovely Day                         |
| Reggae                                    | 2014 |                                                                           |
| Reggae                                    | 2015 |                                                                           |
| Reggae                                    | 2016 | Ras Sheehama – Nakambalu Reggae                                           |
| Reggae                                    | 2017 | Florence – African Child ft Ras Sheehama                                  |
| Reggae                                    | 2019 | Gerry Dread                                                               |
| Reggae                                    | 2020 | Rose BLVC                                                                 |
| Township Disco                            | 2009 | Big Mountain – Lipopo                                                     |
| Township Disco                            | 2010 | nicht vergeben                                                            |
| Township Disco                            | 2011 |                                                                           |
| Kizomba                                   | 2009 | Reggie Adams – Ti ǀnamsa ro                                               |
| Kizomba                                   | 2010 | nicht vergeben                                                            |
| Kizomba                                   | 2011 | Atushe                                                                    |
| Kizomba                                   | 2012 | Atushe: „Amor“                                                            |
| Kizomba                                   | 2013 | Blossom – Ondjila Yetu                                                    |
| Kizomba                                   | 2014 |                                                                           |
| Kizomba                                   | 2015 |                                                                           |
| Kizomba                                   | 2016 | Christopher The Grand – Maria Nela                                        |
| Lied des Jahres                           | 2009 | Sunny Boy – Heat it up                                                    |
| Lied des Jahres                           | 2010 | nicht vergeben                                                            |
| Lied des Jahres                           | 2011 | The Dogg – Jabule                                                         |
| Lied des Jahres                           | 2012 | ?                                                                         |
| Lied des Jahres                           | 2013 | Mushe – Onkalamwenyo                                                      |
| Lied des Jahres                           | 2017 | Young T – Fikulimwe                                                       |
| Lied des Jahres                           | 2019 | Gazza                                                                     |
| Lied des Jahres                           | 2020 | PDK – Saka feat. Athawise, King Elegan & TopCheri                         |
| Künstler des Jahres                       | 2009 | Ees                                                                       |
| Künstler des Jahres                       | 2010 | nicht vergeben                                                            |
| Künstler des Jahres                       | 2011 | Jericho                                                                   |
| Künstler des Jahres                       | 2012 | Mushe                                                                     |
| Künstler des Jahres                       | 2013 | Mushe                                                                     |
| Künstler des Jahres                       | 2017 | Gazza                                                                     |
| Künstler des Jahres                       | 2018 | Kalux                                                                     |
| Künstler des Jahres                       | 2019 | Exit                                                                      |
| Künstlerin des Jahres                     | 2009 | nicht vergeben                                                            |
| Künstlerin des Jahres                     | 2010 | nicht vergeben                                                            |
| Künstlerin des Jahres                     | 2011 | Gal Level                                                                 |
| Künstlerin des Jahres                     | 2012 | TeQuila                                                                   |
| Künstlerin des Jahres                     | 2013 | Blossom                                                                   |
| Künstlerin des Jahres                     | 2017 | Monique English                                                           |
| Künstlerin des Jahres                     | 2018 | Sally Boss Madam                                                          |
| Künstlerin des Jahres                     | 2019 | Lize Ehlers                                                               |
| Duo / Gruppe des Jahres                   | 2009 | Street Kidz                                                               |
| Duo / Gruppe des Jahres                   | 2010 | nicht vergeben                                                            |
| Duo / Gruppe des Jahres                   | 2011 | Gal Level                                                                 |
| Duo / Gruppe des Jahres                   | 2012 | Paradox: „Baby“                                                           |
| Duo / Gruppe des Jahres                   | 2013 | Tswazis – Step by Step                                                    |
| Duo / Gruppe des Jahres                   | 2017 | House Guru Gang – Father Bless Us                                         |
| Duo / Gruppe des Jahres                   | 2018 | Paradox                                                                   |
| Duo / Gruppe des Jahres                   | 2019 | Tswazis                                                                   |
| Duo / Gruppe des Jahres                   | 2020 | PDK                                                                       |
| Newcomer des Jahres                       | 2009 | Richardo                                                                  |
| Newcomer des Jahres                       | 2010 | nicht vergeben                                                            |
| Newcomer des Jahres                       | 2011 | Bertholdt                                                                 |
| Newcomer des Jahres                       | 2012 | Linda – I believe                                                         |
| Newcomer des Jahres                       | 2013 | Blossom ft. Jurgen Brand – Komuthima Gwomeya                              |
| Newcomer des Jahres                       | 2017 | Jaleel – Eversinseve                                                      |
| Newcomer des Jahres                       | 2018 | Suzy Eises                                                                |
| Newcomer des Jahres                       | 2019 | Top Cheri                                                                 |
| Produzent des Jahres                      | 2009 | Elvo                                                                      |
| Produzent des Jahres                      | 2010 | nicht vergeben                                                            |
| Produzent des Jahres                      | 2011 | Arafat                                                                    |
| Produzent des Jahres                      | 2013 | Damara Dikding                                                            |
| Produzent des Jahres                      | 2014 |                                                                           |
| Produzent des Jahres                      | 2015 |                                                                           |
| Produzent des Jahres                      | 2016 | Araffath Muhuure                                                          |
| Produzent des Jahres                      | 2017 | Sam E Lee Jones – Gazza – Pumumu                                          |
| Produzent des Jahres                      | 2018 | Sam-E Lee Jones – Still in Love von Teqla                                 |
| Produzent des Jahres                      | 2019 | DJ Chronic                                                                |
| Produzent des Jahres                      | 2020 | Hoppy Mwiya – Forbidden Fruit                                             |
| Bester Songwriter                         | 2009 | Rush                                                                      |
| Bester Songwriter                         | 2010 | nicht vergeben                                                            |
| Bester Songwriter                         | 2011 |                                                                           |
| Beste Radioshow                           | 2009 | Corner to Corner, auf Fresh FM                                            |
| Beste Radioshow                           | 2010 | nicht vergeben                                                            |
| Beste Radioshow                           | 2011 |                                                                           |
| Beste Fernsehshow                         | 2009 | Beats per Minute, auf nbcRadio                                            |
| Beste Fernsehshow                         | 2010 | nicht vergeben                                                            |
| Beste Fernsehshow                         | 2011 |                                                                           |
| Bester Unterstützer                       | 2009 | Namibia Breweries                                                         |
| Bester Unterstützer                       | 2010 | nicht vergeben                                                            |
| Bester Unterstützer                       | 2011 |                                                                           |
| Bester Musikladen                         | 2009 | Universal Sounds                                                          |
| Bester Musikladen                         | 2010 | nicht vergeben                                                            |
| Bester Musikladen                         | 2011 |                                                                           |
| Bestes Printmedium                        | 2009 | Namibian Sun                                                              |
| Bestes Printmedium                        | 2010 | nicht vergeben                                                            |
| Bestes Printmedium                        | 2011 |                                                                           |
| Lebenswerk                                | 2009 | Banana Shekupe                                                            |
| Lebenswerk                                | 2010 | nicht vergeben                                                            |
| Lebenswerk                                | 2011 | Jackson Kaujeua                                                           |
| Lebenswerk                                | 2013 | Papa Fransua                                                              |
| Lebenswerk                                | 2014 |                                                                           |
| Lebenswerk                                | 2015 |                                                                           |
| Lebenswerk                                | 2016 | The Original Jazz Masters                                                 |
| Lebenswerk                                | 2017 | Elemotho                                                                  |
| Lebenswerk                                | 2019 | Stoney Mubiana                                                            |
| Lebenswerk                                | 2020 | Dennis Eiseb                                                              |
| Afrikaans                                 | 2009 | nicht vergeben                                                            |
| Afrikaans                                 | 2010 | nicht vergeben                                                            |
| Afrikaans                                 | 2011 | Wambuseun                                                                 |
| Afrikaans                                 | 2012 | Philip: „Alles op die Altaar“                                             |
| Afrikaans                                 | 2013 | S-Man – Holiday                                                           |
| Afrikaans                                 | 2014 |                                                                           |
| Afrikaans                                 | 2015 |                                                                           |
| Afrikaans                                 | 2016 | Christopher The Grand – Kuier                                             |
| Afrikaans                                 | 2017 | Bradley Anthony – Ruk Hom                                                 |
| Afrikaans                                 | 2018 | Reeziana – Jammer                                                         |
| Afrikaans                                 | 2019 | Vaughn Ahrens                                                             |
| Acapella                                  | 2009 | nicht vergeben                                                            |
| Acapella                                  | 2010 | nicht vergeben                                                            |
| Acapella                                  | 2011 | Mighty Vocals                                                             |
| Acapella                                  | 2012 | Mighty Vocals: „Ena Ramuhona“                                             |
| Acapella                                  | 2013 | Ama-Khoe – Neda                                                           |
| Instrumental / Jazz                       | 2009 | nicht vergeben                                                            |
| Instrumental / Jazz                       | 2010 | nicht vergeben                                                            |
| Instrumental / Jazz                       | 2011 | Flamingo                                                                  |
| Instrumental / Jazz                       | 2012 | TeQuila – Kaveshishi                                                      |
| Instrumental / Jazz                       | 2013 | Big Ben – Social Avenue                                                   |
| Instrumental / Jazz                       | 2009 | nicht vergeben                                                            |
| Instrumental / Jazz                       | 2010 | nicht vergeben                                                            |
| Instrumental / Jazz                       | 2011 | Erna Chimu                                                                |
| Diszipliniertester Musiker                | 2009 | nicht vergeben                                                            |
| Diszipliniertester Musiker                | 2010 | nicht vergeben                                                            |
| Diszipliniertester Musiker                | 2011 | Uno Boy                                                                   |
| Diszipliniertester Musiker                | 2012 | Dixon                                                                     |
| Diszipliniertester Musiker                | 2013 | Exit                                                                      |
| Diszipliniertester Musiker                | 2014 |                                                                           |
| Diszipliniertester Musiker                | 2015 |                                                                           |
| Diszipliniertester Musiker                | 2016 | D-Naff                                                                    |
| Diszipliniertester Musiker                | 2017 | Adora                                                                     |
| Traditionell                              | 2009 | nicht vergeben                                                            |
| Traditionell                              | 2010 | nicht vergeben                                                            |
| Traditionell                              | 2011 | nicht vergeben                                                            |
| Traditionell                              | 2012 | Master Green – !Gameb Kans                                                |
| Traditionell                              | 2013 | Kamati – Omapenda                                                         |
| Traditionell                              | 2017 | Christmas – Iinima Iiwanawa Kiikala Pamwe                                 |
| Traditionell                              | 2018 | Maszanga – Wedding Bells                                                  |
| Traditionell                              | 2019 | Big Ben                                                                   |
| Traditionell                              | 2020 | Ou Billem – Ti-E                                                          |
| Bestes Radio-Lied                         | 2013 | Mushe – Onkalamwenyo                                                      |
| Bestes Radio-Lied                         | 2014 |                                                                           |
| Bestes Radio-Lied                         | 2015 |                                                                           |
| Bestes Radio-Lied                         | 2016 | Gazza – Oshimaliwa                                                        |
| Bestes Radio-Lied                         | 2017 | Sally Boss Madam – Natural                                                |
| Sonderpreis                               | 2017 | Gazza                                                                     |
| Sonderpreis                               | 2019 | Brenda Fassie                                                             |
| Sonderpreis                               | 2020 | Tupac Shakur                                                              |
| Pan African Artist                        | 2019 | AKA                                                                       |
| Pan African Artist                        | 2020 | DJ Zinhle – Umlilo                                                        |
| Artist of the Decade                      | 2020 | Gazza                                                                     |

- Quelle für Jahresangaben: 2012[6], 2013[7], 2017[8], 2018[9], 2019[10], 2020[11][12][13][14]
- Andere Jahre: offizielle Website der NAMAs.